# Châteauroux-les-Alpes
 Châteauroux-les-Alpes  es una población y comuna francesa, en la región de Provenza-Alpes-Costa Azul, departamento de Altos Alpes, en el distrito de Gap y cantón de Embrun.

## Demografía
| 736 | 683 | 578 | 649 | 766 | 927 |
| Para los censos de 1962 a 1999 la población legal corresponde a la población sin duplicidades (Fuente: INSEE [Consultar]) |     |     |     |     |     |